# 빈청구

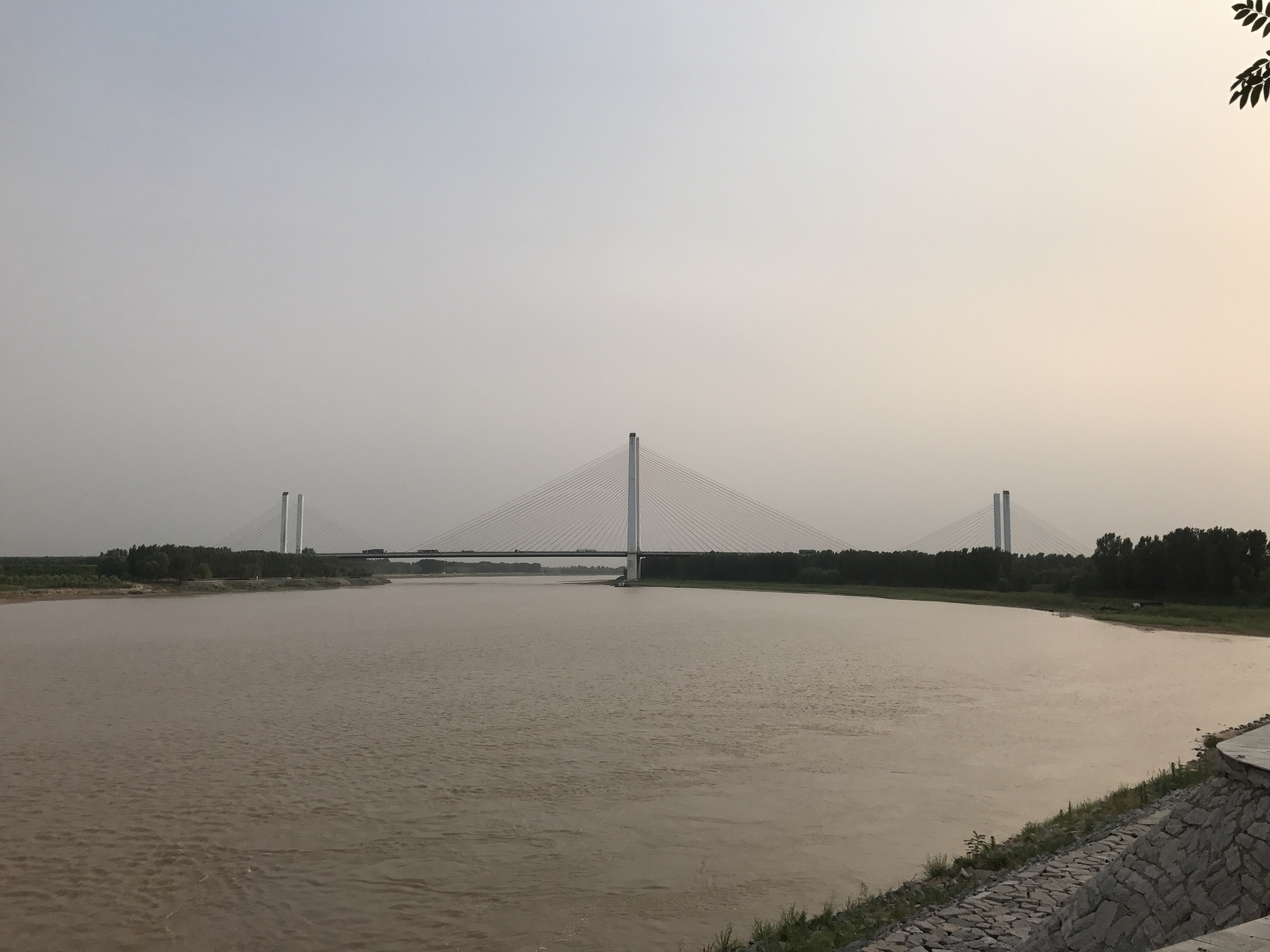

빈청구(한국어: 빈성구, 중국어: 滨城区, 병음: Bīnchéng Qū)는 중화인민공화국 산둥성 빈저우 시의 현급 행정구역이다. 넓이는 1,041km2이고, 인구는 2007년 기준으로 630,000명이다.

## 행정 구역
11개 가도, 2개 진, 2개 향을 관할한다.
- 가도: 市中街道, 市西街道, 北镇街道, 市东街道, 彭李街道, 滨北街道, 里则街道, 小营街道, 梁才街道, 杜店街道, 沙河街道
- 진: 旧镇, 堡集镇
- 향: 尚集乡, 单寺乡.